# Elixir (Huygen)
Elixir is een studioalbum van Michel Huygen, uitgebracht in 1989.
Huygen nam het album op in zomer en najaar 1988 en gaf in 1989 in Spanje in eigen beheer uit (Huygen Corporation); een jaar later volgde een Europese persing via Tuxedo Music in Zwitserland. Elixirs opvolger Olim, dat in dezelfde periode is opgenomen volgde een jaar later.
De kosmische elektronische muziek is afkomstig uit een serie documentaires over verdwenen volkeren uit Midden- en Zuid-Amerika, uitgezonden onder de titels El otro México en El Imperio del Sol geregisseerd en gepresenteerd door parapsycholoog Fernando Jiménez Del Oso. Naar eigen zeggen liet Huygen zich bij Elixir inspireren door de Inca- en Mayacultuur. Het album werd dan ook gestoken in een platenhoes van José Mena, waarop onder meer de Nazcalijnen te zien zijn.
Michel Huygen verzorgt alle instrumenten op het album.

## Muziek
| Nr. | Titel                   | Duur |
| --- | ----------------------- | ---- |
| 1.  | Souvenir (Huygen)       | 4:33 |
| 2.  | Dudas (Huygen)          | 4:49 |
| 3.  | Tesoros (Huygen)        | 4:32 |
| 4.  | Desiertos (Huygen)      | 4:26 |
| 5.  | Aguas Sagradas (Huygen) | 4:45 |
| 6.  | Presagio (Huygen)       | 4:09 |
| 7.  | Dioses (Huygen)         | 7:30 |
| 8.  | Elixir (Huygen)         | 5:16 |